# Ophiderma planeflava
Ophiderma planeflava är en insektsart som beskrevs av Leon Fairmaire. Ophiderma planeflava ingår i släktet Ophiderma och familjen hornstritar. Inga underarter finns listade i Catalogue of Life.